# Вишенски манастир
Вишенският манастир „Успение Богородично“ или „Света Богородица Вишенска“ (на гръцки: Ιερά Μονή Παναγίας Της Βύσσιανης) е женски манастир в Егейска Македония, Гърция, подчинен на Сярската и Нигритска митрополия на Вселенската патриаршия (под управлението на Църквата на Гърция).
Манастирът е разположен на 10 km северно от Сяр, на мястото на заличеното село Вишен, чието име носи. По време на Гръцката въоръжена пропаганда в Македония манастирът е база на гръцките чети. Разрушен е заедно със селото в 1916 година по време на Първата световна война. В 1925 година Благотворителното братство „Света Богородица Вишенска“ започва възстановяване на църквата, завършено в 1928 година. Възобновен е в 1972 година като женски манастир. В 1996 година католиконът е разширен с притвор.